# Heilig Kreuz (Welkers)

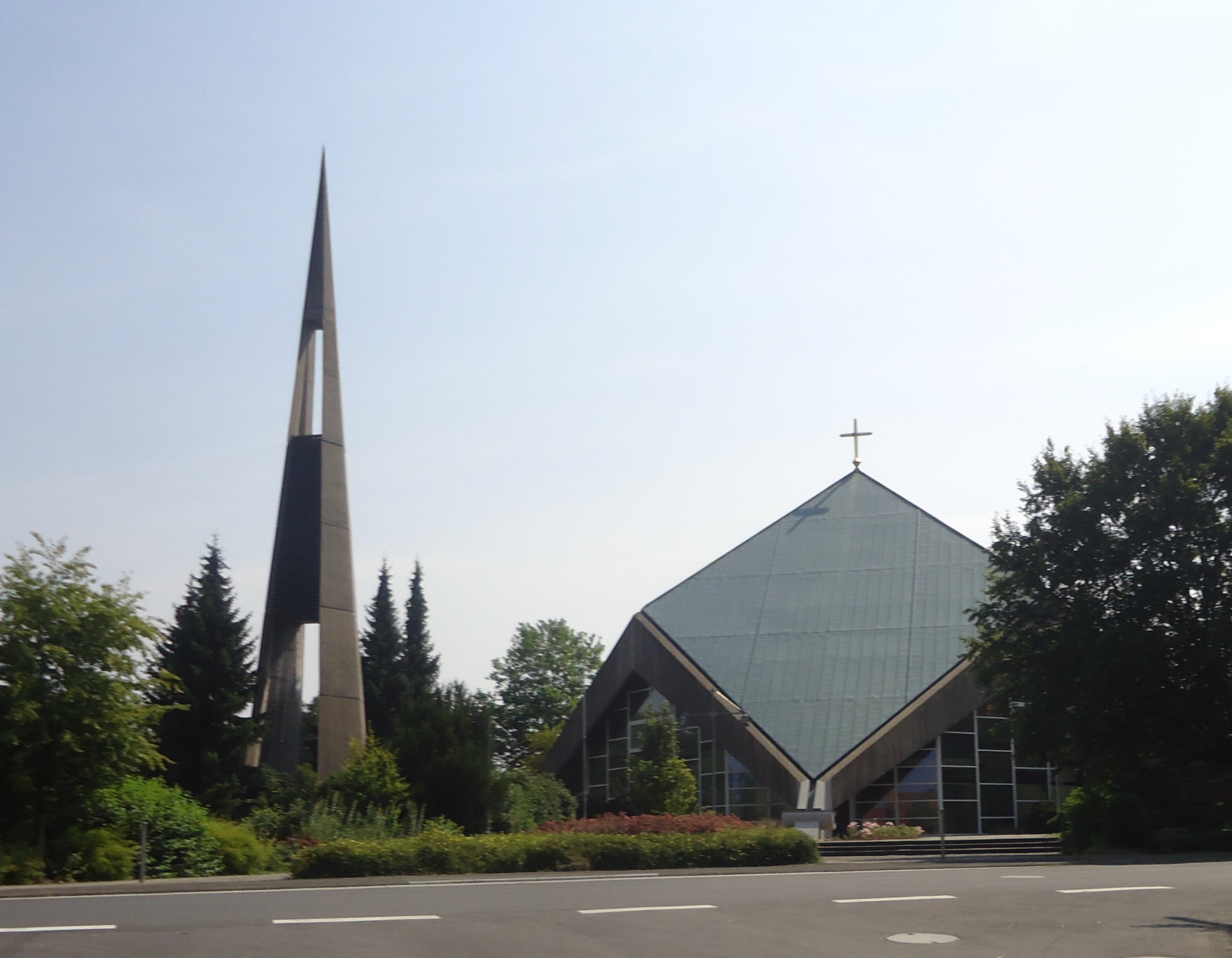
Heilig Kreuz (Welkers)

Die römisch-katholische Filialkirche Heilig Kreuz ist ein denkmalgeschütztes Kirchengebäude in Welkers, einem Ortsteil von Eichenzell im Landkreis Fulda (Hessen). Sie gehört zur Pfarrei St. Peter und Paul (Eichenzell) im Pastoralverbund St. Marien Eichenzell im Dekanat Rhön des Bistums Fulda.

## Beschreibung
Die Zeltdachkirche mit dem Grundriss einer Raute und dem abseits stehenden, nach oben spitz zulaufenden Campanile wurde 1968–1970 nach einem Entwurf des Architekten Waldemar Schneider gebaut. Das Kirchenschiff besteht aus Beton, Stahl und Glas. Die hölzerne Decke des Innenraums passt sich dem Zeltdach an. Im Schrein des neugotischen Altars befindet sich eine Kreuzigungsgruppe, von Heinrich Franckfurter um 1509 geschaffen, die von zwei Heiligen flankiert wird.